# San Marino na Zimních olympijských hrách 2018
San Marino se účastnilo Zimních olympijských her 2018 v Pchjongčchangu v Jižní Koreji od 9. do 25. února 2018. Zemi reprezentoval jediný sportovec – Alessandro Mariotti v alpském lyžování.

## Počty účastníků podle sportovních odvětví
Počet sportovců startujících v jednotlivých olympijských sportech:
| Sport           | Muži | Ženy | Celkem |
| --------------- | ---- | ---- | ------ |
| Alpské lyžování | 1    | 0    | 1      |
| Celkem          | 0    | 1    | 1      |

## Výsledky sportovců

### Alpské lyžování
Muži
| Závod       | Sportovci           | 1. kolo    | 2. kolo    | Celkem     | Ztráta     | Pořadí     |            |
| ----------- | ------------------- | ---------- | ---------- | ---------- | ---------- | ---------- | ---------- |
| Obří slalom | Alessandro Mariotti |            |            | 2:42.87    |            | 65         |            |
| Slalom      | Alessandro Mariotti | nedokončil | nedokončil | nedokončil | nedokončil | nedokončil | nedokončil |